# Moryń
Moryń (en allemand : Mohrin) est une petite ville de la voïvodie de Poméranie-Occidentale, dans le nord-ouest de la Pologne. Elle est le siège de la gmina de Moryń, dans le powiat de Gryfino.  

## Géographie

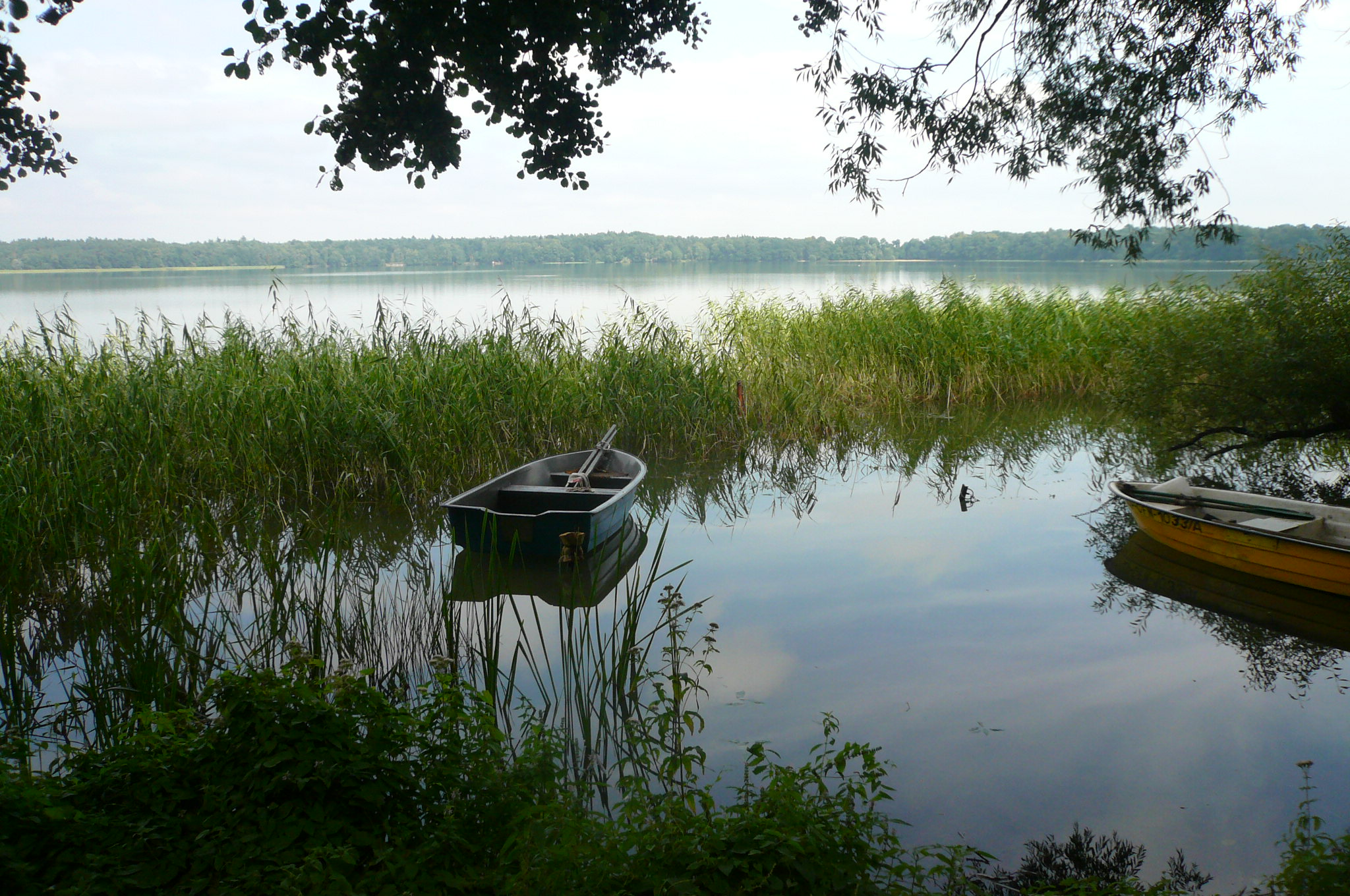
Vue sur le lac de Moryń.

La ville appartenant à la région historique de la Nouvelle-Marche est située au nord-ouest de Mieszkowice, près de la frontière allemande à Cedynia sur l'Oder. Le centre historique se trouve sur une presqu'île dans le lac de Moryń (Morzycko).

## Histoire
La localité a été fondée au cours de la colonisation germanique sur le site d'une ancienne forteresse slave. Au milieu du XIIIe siècle, la région passa aux margraves Jean Ier et Othon III de Brandebourg. L'église paroissiale du Saint-Esprit, une basilique romane, fut bâtie vers l'an 1260. 
Les droits municipaux de la ville sont documentés depuis 1306 ; elle a été entourée par une enceinte. Vers 1365, l'électeur Othon V de Brandebourg fit construire un château au bord du lac. Avec la Nouvelle-Marche, la ville était remise à l'ordre Teutonique entre 1402 et 1455. En 1433, elle a été dévastée par les hussites. 
La commune de Mohrin faisait partie du district de Francfort au sein de la province de Brandebourg de 1815 à 1945. Après la Seconde Guerre mondiale, la région fut rattachée à la république de Pologne et la population allemande expulsée.

## Jumelages
La ville de Moryń est jumelée avec :
- Bronson, Michigan (États-Unis)
- Joachimsthal (Allemagne)
- Schwedt-sur-Oder (Allemagne)

## Personnalités liées à la commune
- Christian Friedrich Koch (1798-1872), juriste.